# 西洋河水库
西洋河水库是中国河北省张家口市怀安县境内的一座水库，位于永定河系洋河上，建于1972年。水库正常库容为530万立方米，集雨面积为618平方千米，海拔为107米。